# Slavic Cup w biegach narciarskich 2023/2024
Slavic Cup w biegach narciarskich 2023/2024 – kolejna edycja tego cyklu zawodów. Rywalizacja rozpoczęła się 16 grudnia 2023 r. w słowackim Szczyrbskim Jeziorze, a zakończyła 4 lutego 2024 r. w Ptaszkowej.
Obrońcami tytułu byli: wśród kobiet reprezentantka Polski Daria Szkurat, natomiast wśród mężczyzn reprezentant Ukrainy Dmytro Drahun.
Tegorocznymi zdobywcami pucharu zostali: reprezentantka Ukrainy Wiktorija Ołech oraz reprezentant Słowacji Andrej Renda.

## Kalendarz i wyniki

### Kobiety
| Lp | Data             | Miejscowość         | Dystans                          | 1. miejsce          | 2. miejsce           | 3. miejsce            |
| -- | ---------------- | ------------------- | -------------------------------- | ------------------- | -------------------- | --------------------- |
| 1. | 16 grudnia 2023  | Szczyrbskie Jezioro | Sprint s. dowolnym (1,4 km)      | Wiktorija Ołech     | Lucie Tůmová         | Anastasija Iwanczenko |
| 2. | 17 grudnia 2023  | Szczyrbskie Jezioro | 10 km s. klasycznym              | Wiktorija Ołech     | Sofija Szkatuła      | Anastasija Iwanczenko |
| 3. | 13 stycznia 2024 | Wisła-Kubalonka     | 10 km s. klasycznym              | Andżelika Szyszka   | Aleksandra Kołodziej | Kamila Idziniak       |
| 4. | 14 stycznia 2024 | Wisła-Kubalonka     | 15 km s. dowolnym                | Andżelika Szyszka   | Kamila Idziniak      | Anna Milerská         |
| 5. | 3 lutego 2024    | Ptaszkowa           | Sprint s. klasycznym (1,5 km)    | Magdalena Kobielusz | Andżelika Szyszka    | Wiktorija Ołech       |
| 6. | 4 lutego 2024    | Ptaszkowa           | 10 km s. klasycznym              | Magdalena Kobielusz | Andżelika Szyszka    | Oliwia Buśko          |
|    | 9 marca 2024     | Skalka pri Kremnici | Sprint s. klasycznym (1,3 km)    | Odwołano            | Odwołano             | Odwołano              |
|    | 10 marca 2024    | Skalka pri Kremnici | 10 km s. dowolnym (start masowy) | Odwołano            | Odwołano             | Odwołano              |

### Mężczyźni
| Lp | Data             | Miejscowość         | Dystans                          | 1. miejsce      | 2. miejsce      | 3. miejsce        |
| -- | ---------------- | ------------------- | -------------------------------- | --------------- | --------------- | ----------------- |
| 1. | 16 grudnia 2023  | Szczyrbskie Jezioro | Sprint s. dowolnym (1,4 km)      | Dmytro Drahun   | Andrij Docenko  | Matej Badáň       |
| 2. | 17 grudnia 2023  | Szczyrbskie Jezioro | 10 km s. klasycznym              | Andrej Renda    | Andrij Docenko  | Denis Tilesch     |
| 3. | 13 stycznia 2024 | Wisła-Kubalonka     | 10 km s. klasycznym              | Piotr Jarecki   | Łukasz Gazurek  | Mateusz Haratyk   |
| 4. | 14 stycznia 2024 | Wisła-Kubalonka     | 15 km s. dowolnym                | Piotr Jarecki   | Andrej Renda    | Łukasz Gazurek    |
| 5. | 3 lutego 2024    | Ptaszkowa           | Sprint s. klasycznym (1,5 km)    | Michał Skowron  | Mateusz Haratyk | Piotr Sobiczewski |
| 6. | 4 lutego 2024    | Ptaszkowa           | 10 km s. klasycznym              | Mateusz Haratyk | Michał Skowron  | Andrej Renda      |
|    | 9 marca 2024     | Skalka pri Kremnici | Sprint s. klasycznym (1,3 km)    | Odwołano        | Odwołano        | Odwołano          |
|    | 10 marca 2024    | Skalka pri Kremnici | 10 km s. dowolnym (start masowy) | Odwołano        | Odwołano        | Odwołano          |

## Klasyfikacje
| Lp. | Zawodniczka           | Punkty |
| --- | --------------------- | ------ |
| 1.  | Wiktorija Ołech       | 396    |
| 2.  | Andżelika Szyszka     | 360    |
| 3.  | Magdalena Kobielusz   | 290    |
| 4.  | Oliwia Buśko          | 174    |
| 5.  | Kamila Idziniak       | 140    |
| 6.  | Sofija Szkatuła       | 130    |
| 7.  | Anna Żółtak           | 123    |
| 8.  | Anastasija Iwanczenko | 120    |
| 9.  | Eliška Bímanová       | 108    |
| 10. | Jana Leblochová       | 107    |

| Lp. | Zawodnik          | Punkty |
| --- | ----------------- | ------ |
| 1.  | Andrej Renda      | 354    |
| 2.  | Mateusz Haratyk   | 285    |
| 3.  | Michał Skowron    | 252    |
| 4.  | Andrij Docenko    | 209    |
| 5.  | Piotr Jarecki     | 200    |
| 6.  | Dmytro Drahun     | 190    |
| 7.  | Łukasz Gazurek    | 140    |
| 8.  | Piotr Sobiczewski | 137    |
| 9.  | Denis Tilesch     | 131    |
| 10. | Witalij Trusz     | 124    |